# Đỗ Ngọc Thịnh
Đỗ Ngọc Thịnh (sinh ngày 10 tháng 1 năm 1960) là một luật sư và chính trị gia người Việt Nam. Ông hiện là Chủ tịch Liên đoàn Luật sư Việt Nam, đại biểu Quốc hội Việt Nam khóa XIV nhiệm kì 2016-2021, thuộc đoàn đại biểu quốc hội tỉnh Khánh Hòa, Ủy viên Ủy ban Pháp luật của Quốc hội. Ông lần đầu trúng cử đại biểu Quốc hội năm 2016 ở đơn vị bầu cử số 3, tỉnh Khánh Hòa gồm có thành phố Cam Ranh và các huyện: Khánh Vĩnh, Diên Khánh, Cam Lâm, Khánh Sơn, Trường Sa.

## Xuất thân
Đỗ Ngọc Thịnh sinh ngày 10 tháng 1 năm 1960 quê quán ở xã Võ Cường, thành phố Bắc Ninh, tỉnh Bắc Ninh.

## Giáo dục
- Giáo dục phổ thông: 10/10
- Cử nhân Luật, chuyên ngành Luật Quốc tế
- Tiến sĩ Luật
- Cao cấp lí luận chính trị

## Sự nghiệp
Ông gia nhập Đảng Cộng sản Việt Nam vào ngày 27/12/1999.
Ngày 12 tháng 5 năm 2009, tại Đại hội đại biểu luật sư toàn quốc lần thứ nhất, ông được bầu là Phó Chủ tịch kiêm Tổng Thư ký Liên đoàn Luật sư Việt Nam nhiệm kỳ I (2009-2014).
Ngày 27 tháng 4 năm 2016, tại phiên họp giữa nhiệm kỳ của Hội đồng Luật sư toàn quốc nhiệm kỳ II, ông được bầu là Chủ tịch Liên đoàn Luật sư Việt Nam nhiệm kỳ II (2014-2019). Trước đó, Chủ tịch nhiệm kỳ I (2009-2014) là Luật sư Lê Thúc Anh đã tái ứng cử khi hết nhiệm kỳ, nhưng không trúng cử tại Đại hội Đại biểu luật sư toàn quốc lần thứ hai vào tháng 4/2015. Trong thời gian Liên đoàn Luật sư Việt Nam khuyết chức Chủ tịch sau khi kết thúc nhiệm kỳ I, ông được Hội đồng Luật sư toàn quốc giao làm Phó Chủ tịch điều hành Liên đoàn Luật sư Việt Nam.
Khi lần đầu ứng cử đại biểu Quốc hội Việt Nam khóa 14 vào tháng 5 năm 2016 ông đang là Phó Bí thư Đảng đoàn Liên đoàn Luật sư Việt Nam, Bí thư Chi bộ cơ quan thường trực Liên đoàn Luật sư Việt Nam, Phó Chủ tịch điều hành Liên đoàn Luật sư Việt Nam, làm việc ở Liên đoàn Luật sư Việt Nam.
Ngày 15 tháng 6 năm 2016, ông đã trúng cử đại biểu Quốc hội khóa 14 ở đơn vị bầu cử số 3, tỉnh Khánh Hòa gồm có thành phố Cam Ranh và các huyện: Khánh Vĩnh, Diên Khánh, Cam Lâm, Khánh Sơn, Trường Sa, được 261.563 phiếu, đạt tỷ lệ 76,11% số phiếu hợp lệ.
Ông hiện là Ủy viên Ủy ban Pháp luật của Quốc hội.
Ông đang làm việc ở Liên đoàn Luật sư Việt Nam.
Ông là luật sư thuộc Đoàn luật sư Thành phố Hà Nội, và là giám đốc Công ty Luật TNHH Gia Hưng, đăng ký hoạt động từ ngày 20 tháng 2 năm 2009. Theo thông tin trên website của Đoàn luật sư Thành phố Hà Nội thì Công ty Luật TNHH Gia Hưng đã xin tạm dừng hoạt động trong vòng 1 năm kể từ ngày 1 tháng 1 năm 2020.

## Đại biểu Quốc hội Việt Nam khóa 14 nhiệm kì 2016-2021
Ngày 22 tháng 5 năm 2016, Đỗ Ngọc Thịnh trúng cử Đại biểu Quốc hội Việt Nam khóa 14 tại đơn vị bầu cử số 3, tỉnh Khánh Hòa gồm có thành phố Cam Ranh và các huyện: Khánh Vĩnh, Diên Khánh, Cam Lâm, Khánh Sơn, Trường Sa, được 261.563 phiếu, đạt tỷ lệ 76,11% số phiếu hợp lệ.

### Đề nghị giảm số lần đặc xá
Sáng ngày 11 tháng 6 năm 2018, khi thảo luận về Dự thảo Luật Đặc xá (sửa đổi) tại Hội trường Quốc hội, Đỗ Ngọc Thịnh đề nghị thời điểm đặc xá nhân ngày lễ lớn nên quy định chỉ đặc xá vào năm chẵn, và không nên đặc xá cho tội phạm phạm các tội xâm phạm an ninh quốc gia hoặc khủng bố.